# اورلاندو دوس سانتوس کوستا
اورلاندو دوس سانتوس کوستا (به پرتغالی: Orlando dos Santos Costa) مهاجم اهل برزیل است که در شهر سائو لوئیس، مارانهاو و در تاریخ ۲۶ فوریهٔ ۱۹۸۱ به دنیا آمده‌است.
اورلاندو دوس سانتوس کوستا در تیم‌های فوتبال Caxias FC سابقهٔ حضور دارد.